# Karaj (rivière)
Pour l’article homonyme, voir Karadj.
La Karaj, en persan رود کرج, est une rivière du Nord de l'Iran prenant sa source dans l'Elbourz central et se jetant dans le lac Namak.